# Palácio do Paranaguá
O Palácio do Paranaguá é um prédio histórico localizado na cidade de Ilhéus, na Bahia. Seu nome é uma homenagem ao presidente da província da Bahia da época do Brasil-império, o Marquês de Paranaguá: João Lustosa da Cunha Paranaguá, que elevou, no ano de 1881, através de lei provincial, a Vila de São Jorge dos Ilhéus à categoria de cidade.
O palácio, tombado como patrimônio histórico pelo Instituto do Patrimônio Artístico e Cultural da Bahia (IPAC), é um dos símbolos da opulência que existiu na região durante a saga do cacau. Em estilo neoclássico, é uma das mais importantes construções do interior do estado.

## História
Construído entre 1898 e 1907, foi inaugurado em 22 de dezembro de 1907. Sua pedra fundamental foi cravada no dia 22 de janeiro de 1898 pelo Tenente Coronel Domingos Adami de Sá, intendente da cidade na época. O local escolhido para a construção foi o terreno de um antigo colégio construído pelos jesuítas, cuja denominação era "Casa Nossa Senhora do Socorro". O imóvel tinha como objetivo, ser a sede da intendência municipal e assim o foi, pelo menos como uma das sedes, até a década de 2010.
Entre 1912 e 1916, o edifício passou por melhorias incluindo colocação de aparelhos sanitários e ampliação do mobiliário. Em 1919, o prédio foi esvaziado por apresentar problemas estruturais e em 1923, foi reformado e reaberto aos serviços da intendência.
Até 2015, manteve-se como uma das sede da administração municipal e, depois, transformou-se no Museu da Capitania de Ilhéus.

## Museu da Capitania de Ilhéus
A implantação do Museu da Capitania de Ilhéus no Palácio do Paranaguá foi planejada desde 2013 e efetivamente realizada em 2017. A criação do museu contou a assessoria do IPAC e da Diretoria de Museus da Fundação Cultural do Estado da Bahia.
O acervo reúne documentos, móveis e objetos de valor histórico, que retratam a história de Ilhéus desde o período das capitanias. Há também material educativo sobre o ciclo histórico do cacau na cidade. Uma exposição de destaque, lançada em 2020, é “Ilhéus - Rumo aos 500 Anos”, sobre a formação histórica da cidade.

O museu tem um papel relevante no fomento ao turismo do Centro Histórico Ilhéus e na articulação de uma rede de museus em cidades turísticas na Bahia.